# My Słowianie
«My Słowianie» (с пол. — «Мы славяне») — песня в исполнении Донатана и Клео, с которой они представляли Польшу на конкурсе песни «Евровидение-2014».
Песня была выбрана 25 февраля 2014 года путём внутреннего отбора, который позволил Донатану и Клео представить свою страну на международном конкурсе песни «Евровидение-2014», который прошёл в Копенгагене, Дания. Донатан не принял участия в выступлении на сцене; Клео выступала в компании польских фотомоделей — Aleksandra Ciupa и Paula Tumala, — в национальных костюмах.

## Позиции в чартах
| Чарт (2013-2014)                | Наивысшая позиция |
| ------------------------------- | ----------------- |
| Польша (Polish Airplay Top 100) | 2                 |
| Польша (Dance Top 50)           | 7                 |